# Filharmonisch Orkest van Tampere

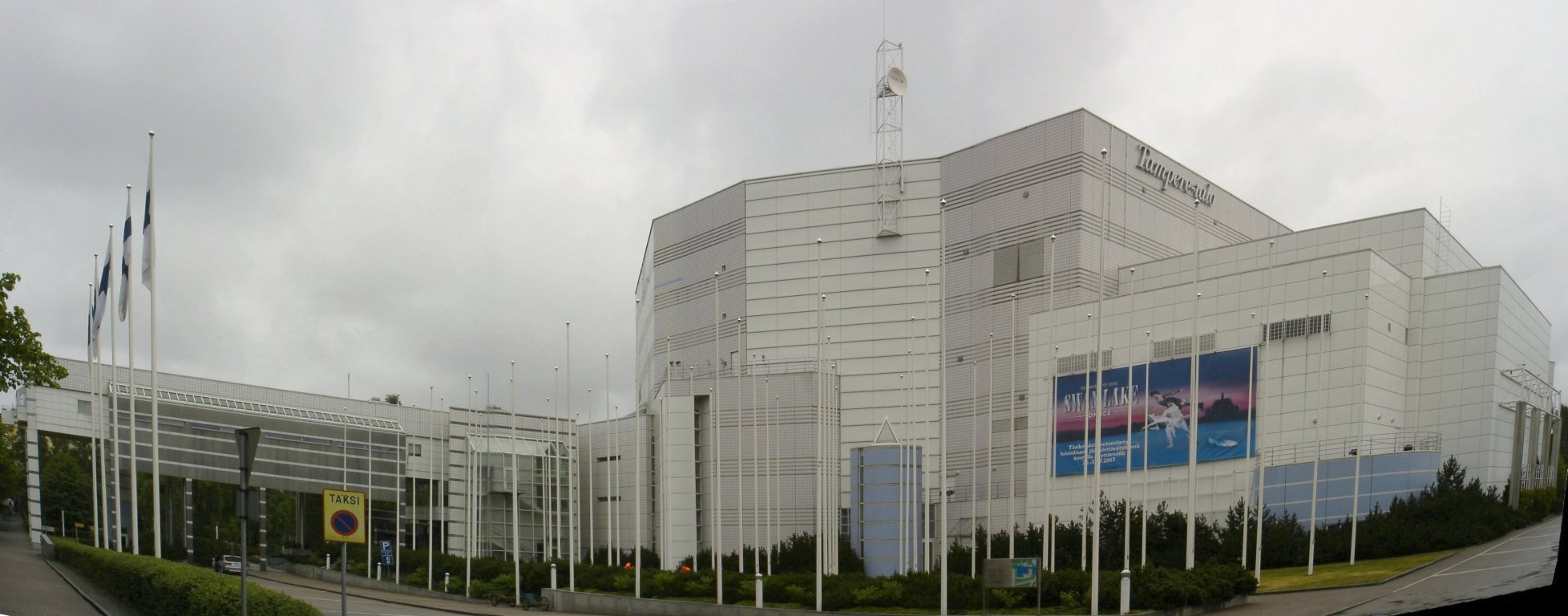
Tampere-talo, de thuisbasis van het orkest

Het Filharmonisch Orkest van Tampere (Fins: Tampere Filharmonia) is met 97 leden (2020) het grootste symfonieorkest van Finland buiten Helsinki. Thuisbasis is de Tamperehal (Tampere-talo) in Tampere, het grootste concertgebouw van Finland. 
Het orkest werd in 1930 opgericht als Orkest van Tampere ( Tampereen orkesteri). Vanaf 1947 werd het onderhouden door de gemeente Tampere en heette het Stedelijk Orkest van Tampere (Tampereen kaupunginorkesteri). Het orkest werd tientallen jaren geleid door Eero Kosonen, die in 1968 afzwaaide. In 1979 maakte het orkest zijn eerste buitenlandse concerttournee en maakte het ook zijn eerste plaatopname. Een grote impuls was de ingebruikname van de Tamperehal in 1990. 
Het orkest nam inmiddels ruim 50 cd's op, vooral voor het label Ondine, met werken van componisten uit Finland en daarbuiten.
Onder Eri Klas kreeg het orkest zijn huidige naam.

## Lijst van chef-dirigenten
- Elias Kiianmies (1930–1932)
- Eero Kosonen (1932–1968)
- Juhani Raiskinen (1969–1973)
- Jouko Saari (1973–1974)
- Paavo Rautio (1974–1987)
- Atso Almila (1987–1989)
- Ari Rasilainen (1989–1990)
- Leonid Grin (1990–1994)
- Tuomas Ollila (1994–1998)
- Eri Klas (1998–2006)
- John Storgårds (2006–2009)
- Hannu Lintu (2009–2013)
- Santtu-Matias Rouvali (2013–)